# ФК Академик (Варна)
Вижте пояснителната страница за други значения на Академик.
„Академик“ е футболен отбор от Варна, съществувал в периода от 1949 до 1969 г.
През 1951 г. се класира за Б група. След оспорвана борба с Червено знаме (София) и Спартак (Пловдив) трите отбора завършват с равен брой точки и само благодарение на по-добрата си голова разлика Академик ги изпреварва и влиза в А група. Треньор на отбора през този период е Христо Минковски - Мути. Отбора е играел мачовете си на стадиона в кв. Васил Левски, до ул. Студентска. Въпреки че завършва на 10 място и изпреварва 5 отбора Академик отпада, защото е намален състава на А група от 15 на 14 отбора и последните 6 отпадат. След това до 1956 г. играе в Североизточната Б група, но накрая отпада. През 1957 г. е обединен с „Черно море“. След това за няколко години се отделя, но през 1969 г. отново е обединен с „Черно море“ под името ФСФД „Черно море“ (Варна). Основния екип на отбора е небесносиньо и бяло. Играе мачовете си на стадион „Колодрума“.

## Успехи
- 10 място в А група през 1953 г.
- Шестнайсетинафиналист за купата на страната през 1953 г.
- 4 място в Б група през 1952 и в Североизточната Б група през 1954 г.

## Известни футболисти
- Стефан Вълчев
- Бончо Бонев
- Михаил Желябов
- Евгени Пашов
- Илия Апостолов
- Кънчо Бенов
- Атанас Конаков
- Владимир Антонов